# Eutima krampi
Eutima krampi is een hydroïdpoliep uit de familie Eirenidae. De poliep komt uit het geslacht Eutima. Eutima krampi werd in 2008 voor het eerst wetenschappelijk beschreven door Guo, Xu & Huang. 